# Karel Kukal
Karel Kukal (22. listopadu 1927, Praha – 6. března 2016, Bern) byl český skaut a politický vězeň.

## Život
Narodil se v Praze v rodině obchodníka, studoval na gymnáziu. Po roce 1945 byl členem mládežnické organizace Národně socialistické strany. Po únoru 1948 se aktivně účastnil třetího odboje. Spolupodílel se na vydávání časopisu, rozšiřoval letáky a bílé lístky před volbami v roce 1948.
Byl zatčen a odsouzen v procesu, přidruženém k procesu s Milanem Chocem, na sedm let za spolčování proti republice a dále pro velezradu a špionáž za útěk. Celkově byl vězněn od 11. června 1948 do 10. května 1962. Dne 15. října 1951 se účastnil hromadného útěku jedenácti vězňů z šachty č. 14 jáchymovských uranových dolů nedaleko Horního Slavkova. Útěk se nezdařil, druhý den byl Kukal a další ze skupiny chyceni u vsi Stanovice. Kukal byl odsouzen na dalších 25 let. Z jedenácti útěkářů přežili jen on a Zdeněk Štich, ostatní byli buď zastřeleni na útěku či odsouzeni k trestu smrti. Na svobodu byl na amnestii propuštěn až v roce 1962. V roce 1968 emigroval do Švýcarska, kde patřil k zakládajícím členům exilového skautingu.
O útěcích z jáchymovských lágrů napsal knihu Deset křížů.
Dne 28. října 2002 dostal od prezidenta České republiky Václava Havla Medaili Za hrdinství.

## Skautská stezka
Kukal, jehož skautské jméno znělo Cookie, vstoupil do 22. oddílu v Praze, střediska Šipka, v září 1938. Po zrušení Junáka pracoval oddíl pod hlavičkou Káčat. V roce 1944 probíhaly ilegální schůzky v branické loděnici. Za Pražského jara se schůzky konaly v SIA, paláci Kinských, Domovině. Vůdcem Šipky, tajemníkem br. Františkem Němcem (Stříbrným Vlkem), byl Kukal delegován do Historické komise.
V roce 1972 se stal spoluzakladatelem Čs. exilového skautingu. Byl vůdcem II. odd. Effretikon (později Curych), dále vůdcem oblasti Švýcarsko a členem Evropského poradního kruhu. Je spoluautorem Stupňů zdatnosti, byl instruktorem Lesních škol a redaktorem časopisu Tamtam. Byl vyznamenán nejvyšším exilovým Řádem stříbrného lva, dále Řádem čestné lilie v trojlístku – zlatý stupeň. Textař a spoluvydavatel Skautského zpěvníku z domova a exilu, člen Oddílu Velena Fanderlíka.

## Dílo
- Karel Kukal, Deset křížů, Nakladatelství Ježek, Praha 2003, ISBN 80-85996-35-9
- Skautský zpěvníček z domova i exilu „Buď připraven“, Vybral a upravil: Karel Kukal (Cookie), Dr. Karel Veselý, Hudební redakce: Karel Veselý, Notograf: Alžběta Krausová, Grafická úprava: Míla Ottová, Tisk:	SCRIPTUM, Praha 1, Bartolomějská 9

- Člen SUICA, instituce se sídlem v Curychu, chránící výhradní práva autorů.